# Josep Rufet i Rosa
Josep Rufet i Rosa (San Felíu de Guixols, 12 de septiembre del 1870 - Lloret de Mar, 14 de enero del 1934) fue organista, compositor y maestro de capilla.

## Biografía
Recibió la tonsura y las cuatro órdenes menores el diciembre del 1894, el mismo año en que se le otorgó el beneficio de la ermita del Sagrado Corazón de Besalú. Fue ordenado subdiácono y diácono el 1895, y al año siguiente fue ungido presbítero. Fue beneficiado organista de San Pedro de Besalú del año 1896 al 1901. Fue nombrado organista de La Bisbal del Ampurdán el 1901 y, más adelante, en 1904, se trasladó a San Esteban de Olot. En aquel mismo año consta como ecónomo del beneficio del Ángel Custodio adscrito al organista, del cual tomó posesión el 1907. También fue presentado a un beneficio en Tura, el 1925, por Joan Llaudés i Fort. Finalmente, traspasó el 1934, en Lloret de Mar, después de una larga enfermedad.
Fue autor de varias composiciones, tanto religiosas como laicas, y musicó las obras de teatro de Antoni Doltra i Masferrer.

## Obras
- Cants del Catecisme. Para 1 voz y acompañamiento.
- De S. Feliu á Gerona, galop para piano. (enlace roto disponible en Internet Archive; véase el historial, la primera versión y la última).
- Lletania a tres veus ab acompañament d'orgue.
- Trongé, Eduardo (letra). Por la Virgen de Pompeya, tango-canción. (enlace roto disponible en Internet Archive; véase el historial, la primera versión y la última).
- Rosari a tres veus.
- Las siete Palabras, motete á 3 voces y acompañamiento de armonium de Prado, arreglado con violines, flauta y contrabajo.
- Doltra, Antoni (letra) (1925). Visions, quadrets escènics. Olot: Impr. y Libr. de Ramón Bonet. (enlace roto disponible en Internet Archive; véase el historial, la primera versión y la última).
- Monserda, Mª Dolors (letra). Vot d'infants contra la Blasfemia. Cansoneta escolar a una veu amb acompanyament de piano.

Se conservan obras suyas en el fondo musical SEO (Fondo de la iglesia parroquial de San Esteban de Olot) del Archivo Comarcal de La Garrocha.